# 小行星24988
小行星24988（24988 Alainmilsztajn）是一颗绕太阳运转的小行星，为主小行星带小行星。该小行星于1998年6月19日发现。

## 轨道参数
小行星24988的轨道半长轴为360 000 208 km，2.4064185 UA，离心率为0.141。